# Гаррісвілл (Нью-Йорк)
Гаррісвілл (англ. Harrisville) — селище (англ. village) в США, в окрузі Льюїс штату Нью-Йорк. Населення — 628 осіб (2010).

## Географія
Гаррісвілл розташований за координатами 44°9′10″ пн. ш. 75°19′14″ зх. д. / 44.15278° пн. ш. 75.32056° зх. д. (44.152823, -75.320546).  За даними Бюро перепису населення США в 2010 році селище мало площу 2,03 км², з яких 1,91 км² — суходіл та 0,12 км² — водойми. В 2017 році площа становила 2,15 км², з яких 2,03 км² — суходіл та 0,12 км² — водойми.

## Демографія
Згідно з переписом 2010 року, у селищі мешкало 628 осіб у 255 домогосподарствах у складі 168 родин. Густота населення становила 309 осіб/км².  Було 282 помешкання (139/км²).
Расовий склад населення:
| - 98,2 % — білих - 0,2 % — корінних американців - 0,2 % — чорних або афроамериканців |

До двох чи більше рас належало 0,8 %. Частка іспаномовних становила 1,0 % від усіх жителів.
За віковим діапазоном населення розподілялося таким чином: 24,8 % — особи молодші 18 років, 59,4 % — особи у віці 18—64 років, 15,8 % — особи у віці 65 років та старші. Медіана віку мешканця становила 38,5 року. На 100 осіб жіночої статі у селищі припадало 84,7 чоловіків;  на 100 жінок у віці від 18 років та старших — 91,1 чоловіків також старших 18 років.
Середній дохід на одне домашнє господарство  становив 57 520 доларів США (медіана — 50 139), а середній дохід на одну сім'ю — 61 690 доларів (медіана — 53 125). За межею бідності перебувало 15,1 % осіб, у тому числі 21,8 % дітей у віці до 18 років та 11,7 % осіб у віці 65 років та старших.
Цивільне працевлаштоване населення становило 238 осіб. Основні галузі зайнятості: освіта, охорона здоров'я та соціальна допомога — 38,7 %, публічна адміністрація — 15,5 %, виробництво — 14,7 %.